# Erzbistum Daegu
Das Erzbistum Daegu (lateinisch Archidioecesis Taeguensis, koreanisch 천주교 대구대교구 Cheonjugyo Daegudaegyogu) ist eine in Südkorea gelegene Erzdiözese der römisch-katholischen Kirche mit Sitz in Daegu.

## Geschichte
Das Erzbistum Daegu wurde am 8. April 1911 durch Papst Pius X. aus Gebietsabtretungen des Apostolischen Vikariates Korea als Apostolisches Vikariat Taiku errichtet. Am 13. April 1937 gab es Fläche für die Apostolische Präfektur Kwoszu und Jeonju und am 21. Januar 1957 für das Apostolische Vikariat Pusan ab. Das Apostolische Vikariat Taiku wurde am 10. März 1962 durch Papst Johannes XXIII. zum Erzbistum erhoben und in Erzbistum Daegu umbenannt. Am 29. Mai 1969 gab das Erzbistum Daegu Teile seines Territoriums zur Gründung des Bistums Andong ab.

## Ordinarien

### Apostolische Vikare von Taiku
- Florian Démange MEP, 1911–1938
- Jean-Germain Mousset MEP, 1938–1942
  - Irenaeus Hayasaka, 1942–1946 (Apostolischer Administrator)
  - Paul Chu Jae-yong, 1946–1948 (Apostolischer Administrator)
  - Paul Marie Ro Ki-nam, 1948 (Apostolischer Administrator)
- John Baptist Choi Deok-hong, 1948–1954
- John Baptist Sye Bong-Kil, 1955–1962

### Erzbischöfe von Daegu
- John Baptist Sye Bong-Kil, 1962–1986
- Paul Ri Moun-hi, 1986–2007
- John Choi Young-su, 2007–2009
- Thaddeus Cho Hwan-Kil, seit 2010